# Rodrigo de Saavedra y Vinent

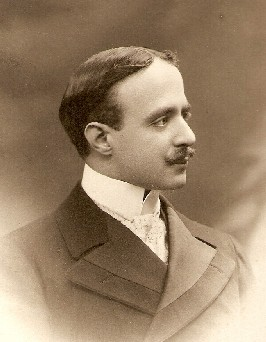
El marqués de Villalobar.

Rodrigo de Saavedra y Vinent, II marqués de Villalobar (1864-1926), fue un eminente diplomático español cuya actuación durante la Primera Guerra Mundial en Bruselas aún recuerda y agradece el pueblo belga.

## Datos biográficos
Rodrigo de Saavedra y Vinent nació en Madrid el 4 de enero de 1864, hijo mayor de Ramiro de Saavedra y Cueto, I marqués de Villalobar, y nieto del tercer y más famoso duque de Rivas. Obtuvo su despacho de agregado diplomático en 1887. Sucedió a su padre como marqués de Villalobar en 1896, al fallecimiento de este.
Nació con muchas deformidades físicas y más tarde aprovecharía sus viajes a Bélgica para tratar de solucionarlas haciéndose construir un arnés metálico que se sujetaba a su cuerpo y le sujetaba los brazos y piernas con un sistema de prótesis articuladas, lo que le acarreó alguna anécdota. En 1891 estuvo un corto tiempo en Washington como agregado en la legación de España; y participó como delegado español en la Feria Colombina de Chicago en 1893. Parece que nuevamente pasó por Washington en 1895. En 1900 fue delegado español en la Exposición Universal de París, y en 1901 fue nombrado secretario en la embajada de España en París. En 1904, fue enviado como secretario a la embajada en Londres, y posteriormente ascendido a ministro consejero. Permaneció en Londres hasta 1909, año en que, tras un breve paso por Madrid, en el mes de julio se incorporó a la legación de España en Washington como enviado extraordinario y ministro plenipotenciario, su primer destino como jefe de misión. 
En marzo de 1910, tras solo nueve meses al frente de la representación diplomática de España en Estados Unidos, fue nombrado enviado extraordinario y ministro plenipotenciario en la legación de España en Lisboa, donde estaba a punto de estallar la revolución que derrocaría la monarquía de aquel país. 
En 1913 fue destinado a Bruselas como enviado extraordinario y ministro plenipotenciario en la legación de España. Pasó toda la Primera Guerra Mundial en Bruselas. Al término de ésta, nuestra legación fue elevada al rango de embajada, y Villalobar nombrado embajador. Fue nombrado también ciudadano de honor de las principales ciudades belgas: Bruselas, Amberes, Brujas, Gante y Lieja; recibió otras muchas distinciones y, sobre todo, innumerables muestras de afecto por parte del pueblo belga. En 1921 fue ascendido a embajador de carrera, y falleció como consecuencia de una peritonitis, tras una breve agonía en que conservó toda su cabeza, el 9 de julio de 1926, siendo todavía embajador en Bélgica. El gobierno belga le honró con un funeral de estado en Bruselas, y fue enterrado en Madrid. 
Se había casado, ya tarde en su vida, con su prima gallega María de la Aurora Ozores y Saavedra, marquesa de Guimarey y marquesa viuda de Casa-Pavón, también nieta del duque de Rivas, educada con influencias inglesa y alemana. Su viuda falleció en 1939.
Villalobar tiene un busto en el Senado belga, un otro en la finca Val Duchesse y un tercero en la Escuela Diplomática en Madrid. Figura, además, en un tapiz en el Senado belga que representa la entrada victoriosa del rey Alberto en Bruselas en 1918. Una lápida conmemorativa de su labor preside el zaguán de entrada de la cancillería de la embajada de España en Bruselas. Una calle de Bruselas lleva su nombre. La que llevaba su nombre en la “Colonia de los Diplomáticos” en Aravaca (Madrid) se llama desde hace algunos años “Monoceros”, por lo que Villalobar no tiene calle en su ciudad natal. Nombraron en su honor una orquídea Cattleya Aurea, var. Marquis de Villalobar, en los invernaderos del famoso Priorato de Val Duchesse (en Auderghem, Bélgica). En la pequeña iglesia de Notre-Dame-aux-Bois, en las afueras de Bruselas, hay una vidriera que representa a los reyes de España y, en segundo plano, al marqués de Villalobar. Por último, una placa en el n.º 11 de la rue Archimède, actual sede de la Association Pharmaceutique Belge, recuerda que Villalobar residió en esa casa de 1913 a 1919.
Era gentilhombre de cámara de su Majestad, Maestrante de Zaragoza, y poseedor de condecoraciones, entre otras, de las Órdenes de Carlos III, Isabel la Católica, Leopoldo (de Bélgica), y San Gregorio Magno (de la Santa Sede), así como la Legión de Honor y la Royal Victorian Order. No era grande de España, dignidad que, sin embargo, tanto la prensa como sus interlocutores le presuponían casi unánimemente, por el extraordinario prestigio de que gozó en sus diferentes destinos. 
Llama la atención, ante la intensísima actividad desarrollada en todos sus puestos, y en especial en Bélgica durante la Gran Guerra, que tuviera graves deficiencias físicas desde su nacimiento, que dificultaban sus movimientos. La emperatriz Eugenia de Montijo, que siempre le aconsejó y le apoyó, se interesó por su problema siendo él aún muy joven, cosa que Villalobar jamás olvidaría . A la constante superación de estas deficiencias se debían en parte su fuerte personalidad y la gran autoridad que emanaba de su carácter; ambas eran reflejo de una voluntad de hierro, forjada en un intenso sufrimiento físico que le acompañó en cada instante de su vida. Su familia jamás le oyó quejarse de nada.
Si bien estas cualidades le sirvieron bien en las difíciles circunstancias que tuvo que atravesar en Lisboa y en Bruselas, no es menos cierto que también poseía un espíritu muy fino y un gran sentido del humor, y que sabía mostrarse afable. Era capaz de conmoverse profundamente ante el sufrimiento ajeno y demostrar una gran generosidad, no ahorrando nunca esfuerzos para venir en ayuda de los más necesitados, aún a costa de grandes sacrificios personales. Poseía un inquebrantable sentido del deber. Era leal sin fisuras a su soberano, el rey Alfonso XIII, y tenía un altísimo concepto del lugar que correspondía a España en el mundo.

## Apuntes sobre su labor en Londres, Washington y Lisboa
Durante su estancia en Londres, Villalobar actuó como persona de confianza del rey Alfonso XIII de España en su cortejo a la princesa Victoria Eugenia de Battenberg y en los preparativos de su boda. Trabó además amistad con el rey Eduardo VII y con muchos miembros de la aristocracia política, amistades que después le ayudarían mucho en determinados cometidos durante la guerra.
En los nueve meses que pasó en Washington como enviado extraordinario y ministro plenipotenciario, poco pudo hacer. Debía ser un período particularmente difícil para las relaciones bilaterales, por el poco tiempo que había transcurrido desde la breve guerra hispano-estadounidense de 1898, cuyo final marcó el tratado de París en diciembre de aquel año, mediante el cual España perdía Cuba, Puerto Rico y Filipinas, entre otros territorios. Tras su llegada en 1909, vía Nueva York, en el trasatlántico Lusitania (torpedeado en 1915 por un submarino alemán, con 1.200 muertos; será uno de los detonantes para la entrada de los Estados Unidos en la guerra), se integró rápidamente en la vida social de Washington, donde trataba asiduamente al presidente Taft, al secretario de estado Knox y a los más influyentes miembros del gobierno. A juzgar por las crónicas de los diarios de la época, recibía brillantemente en su casa de 1521 New Hampshire Avenue. En agosto de 1909, hizo un viaje a Toledo, en el estado de Ohio, cuyo alcalde era Brand Whitlock, a quien Villalobar se encontraría cinco años más tarde como ministro plenipotenciario de Estados Unidos en Bruselas y con quien trabaría una buena amistad. En octubre del mismo año, hizo un viaje oficial a San Francisco. 
La actuación de Villalobar en Lisboa fue bastante conflictiva. La revolución de 1910 trajo la república. No solo estuvo físicamente al lado del rey Manuel II durante sus últimas horas antes del exilio, sino que después desplegó gran actividad, a veces abiertamente provocativa al nuevo régimen, intentando restablecer la monarquía e incluso buscando excusas para provocar una invasión española de Portugal, probablemente siguiendo instrucciones directas del joven rey Alfonso XIII en su visión de unificación de la península ibérica. Esa actuación no gustó a los nuevos dirigentes del país.
Tanto en París como en Londres, Washington y Lisboa, Villalobar hizo contactos amistosos con diplomáticos de otros países, entre otros de Alemania, que le servirían sobremanera en Bruselas: ¡en cuántos despachos a sus superiores desde Bruselas, ahora publicados, dice que está tratando con personas que le van a poder ayudar por ser amigos de épocas pasadas!

## Bruselas

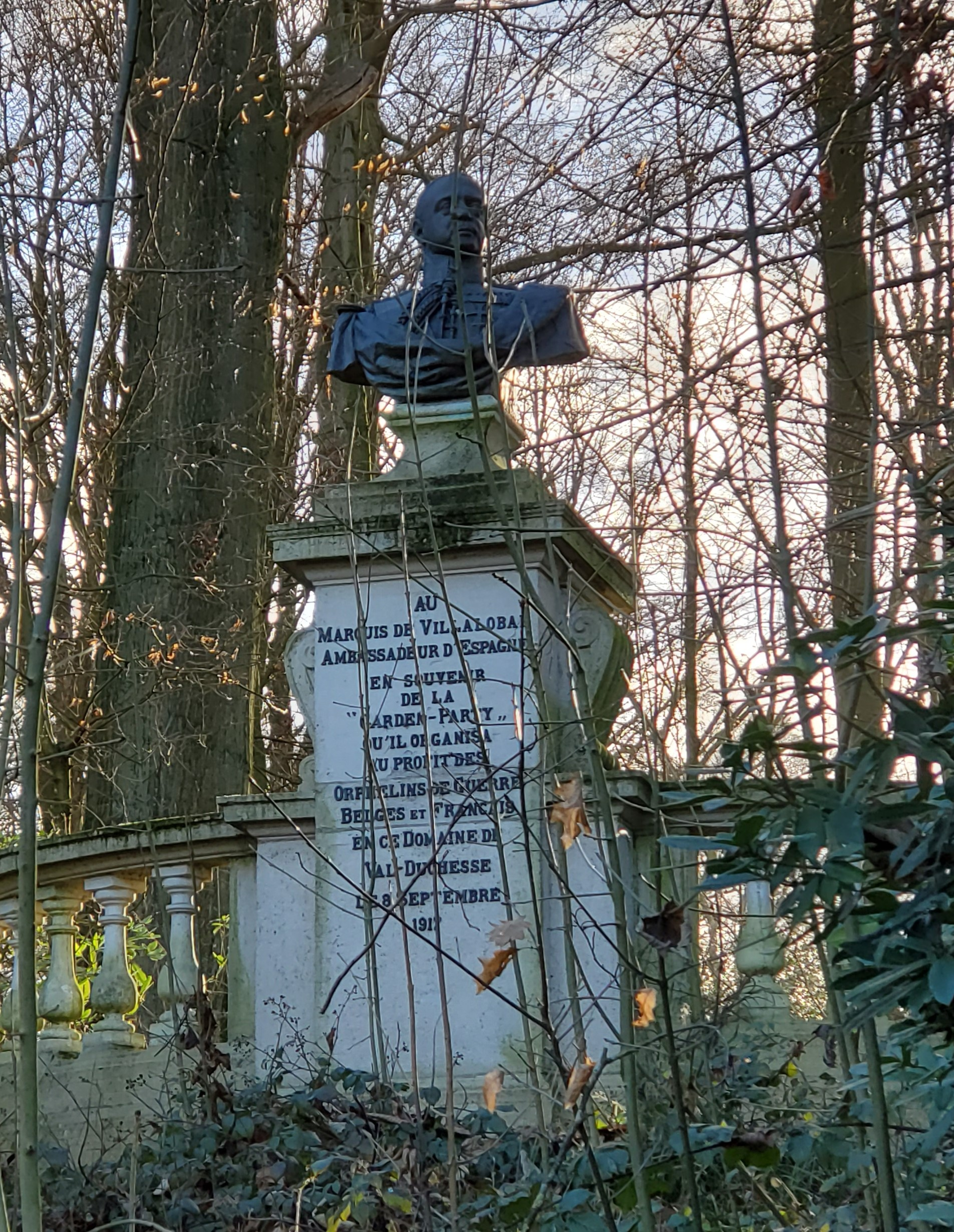
Busto del marqués de Villalobar erigido en memoria de una fiesta de jardín organizada para los huérfanos de guerra belgas y franceses en la finca Val Duchesse (Bruselas) el 8 de septiembre de 1917.

Cuando las tropas alemanas invadieron Bélgica en 1914, violando su neutralidad, todos los representantes diplomáticos decidieron seguir al gobierno belga en el exilio a Le Havre, en Normandía, excepto tres de países neutrales: los de España, Estados Unidos y Países Bajos (este último dejó un encargado de negocios). Villalobar pronto trabó amistad con el ministro de Estados Unidos, Brand Whitlock y juntos realizaron una extraordinaria labor en muchos frentes como ministros “protectores” de Bélgica. En la Primera Guerra Mundial, el ejército belga, al mando directo del rey Alberto I de Bélgica, consiguió defender un pequeño cuadrilátero de territorio: la parte de costa que linda con Francia. El propio rey nunca abandonó el territorio belga, residiendo en la pequeña ciudad de La Panne.
En los primeros días de la invasión alemana, Villalobar se hizo cargo de los intereses diplomáticos de una impresionante lista de potencias beligerantes (que se alargará todavía más con la sucesiva entrada en guerra de otros países; y, en 1917, cuando Whitlock abandonó Bruselas para ir a Le Havre por entrar Estados Unidos en la guerra contra Alemania, Villalobar asumió también la representación de los intereses norteamericanos). Colaboró con las autoridades municipales con objeto de que Bruselas no fuera bombardeada, lo cual repetiría semanas más tarde a favor de Amberes, esta vez a petición de las autoridades alemanas, y estableció desde el primer momento una relación duradera con el gobierno alemán de ocupación, que siempre sería operativa, aunque en ocasiones la tensión llegase a niveles próximos a la ruptura.
Villalobar acudirá asimismo al gobierno alemán para asistir la situación de residentes españoles, especialmente la de los que se vieron envueltos en atrocidades alemanas como la destrucción de Lovaina, pero también para ayudar a los belgas, intentando evitar deportaciones de civiles, intercediendo por determinadas personalidades patrióticas como Adolphe Max, burgomaestre (alcalde) de Bruselas y por los ilustres catedráticos Henri Pirenne y Paul Frédéricq y, en general, procurando suavizar comportamientos alemanes inaceptablemente duros para la población civil. 
Sabemos, por uno de sus despachos ahora publicados, que el barón von der Lancken, su principal interlocutor entre las autoridades de ocupación, le vino a ver para pedirle consejo a propósito de un famoso enfrentamiento con el cardenal Mercier, primado de Bélgica y arzobispo de Malinas, motivado por una carta pastoral de este último. Villalobar le aconsejó actuar con moderación hacia el cardenal,lo cual fue debidamente recogido por los alemanes, evitando mayores males, y agradecido por la diplomacia de la Santa Sede. 
La oficina “Pro Captivis”, que el propio rey Alfonso XIII había montado en Palacio y cuyas actividades seguía muy de cerca, tuvo en Villalobar un decidido colaborador, al usar éste sus buenos contactos con los alemanes para interesarse por un sinfín de prisioneros aliados y conseguir casi siempre, bien su liberación, bien una humanización de sus condiciones de cautiverio. También intentó, en varios momentos de la guerra, a través de sus contactos de alto nivel en Berlín, poner en marcha negociaciones de paz en las que el rey Alfonso XIII podría actuar como árbitro supremo, pero no recibió en este empeño ningún apoyo por parte del gobierno español, por lo que pronto desistió del empeño.

## El casoEdith Cavell
Una de las actuaciones más dramáticas de Villalobar se refiere a sus esfuerzos desesperados, en el transcurso de la sola noche del 12 al 13 de agosto de 1915, para obtener que se pospusiera la ejecución de Edith Cavell, enfermera británica condenada a muerte en juicio sumarísimo por un tribunal militar alemán, por haber cobijado en su hospital en Bruselas a hasta doscientos soldados belgas, franceses e ingleses (prisioneros evadidos y pilotos abatidos) y haberles ayudado a huir de Bélgica y reintegrarse a sus puestos de combate. Villalobar fracasó en su empeño, no sin haber pasado una buena parte de aquella fatídica noche acosando hasta altas horas a sus contactos alemanes del más alto nivel, extralimitándose incluso en sus prerrogativas diplomáticas, y elevándoles la voz una y otra vez, incluso para exigir que se despertara por teléfono al propio Kaiser.

## Ayuda humanitaria
Sin embargo, las actuaciones que le habrán valido un lugar inolvidable en el corazón de los belgas fueron las conducentes a evitar el hambre para la población de siete millones de habitantes durante toda la guerra. Siendo Bélgica un país que no producía más que una pequeña parte de los alimentos que consumía, en tiempos de paz importaba el resto de sus necesidades. Pero los ocupantes alemanes pretendían alimentar con los recursos del país tanto a las tropas como a la administración civil de ocupación, y además los ingleses habían establecido un bloqueo comercial que impedía a Alemania y a los territorios ocupados por ella realizar intercambios comerciales con el extranjero. 
Por lo tanto, había que: 
1. financiar y organizar la compra de alimentos, principalmente en Estados Unidos, a una escala masiva;
2. convencer a los ingleses que dejaran pasar dichos alimentos a través de su bloqueo;
3. obtener de los alemanes el compromiso de que sus submarinos no torpedearían los barcos de ayuda humanitaria; y
4. obtener de los alemanes que no utilizaran para sus propias tropas o la administración civil de ocupación los alimentos así obtenidos.

Esta labor ingente –un proyecto humanitario pionero y, tal vez, uno de los más ambiciosos de toda la historia, que a pesar de su naturaleza humanitaria no estaba exento de intrigas- pudo contar con los esfuerzos titánicos de personajes extraordinarios: ante todo, Herbert Hoover, ingeniero de minas norteamericano y organizador fuera de serie, futuro presidente de Estados Unidos, que, desde Londres, donde vivía, encontró los alimentos, obtuvo financiación para su compra y los puso “en puertas” de Bélgica; Émile Francqui, destacadísimo financiero belga que organizó su distribución y parte de su financiación; otros importantes hombres de negocio belgas, como los barones Solvay (Ernest), Janssen y Lambert; y los “ministros protectores”, principalmente de España y de Estados Unidos, y en menor medida el encargado de negocios de los Países Bajos, que negociaban duramente con los alemanes día a día para conseguir acuerdos y vigilar que éstos se respetasen. 
La labor conjunta de estos hombres y de muchos más hizo posible que la población belga y la del norte ocupado de Francia sobreviviesen al hambre durante los cuatro años de la guerra. En las últimas semanas de la guerra, elementos revolucionarios de cuño soviético procedentes de Alemania tomaron el control tanto de las fuerzas de ocupación como de la administración civil. Reinaba un gran nerviosismo en Bélgica. Villalobar, que quedó en el papel singular para un diplomático, ante el vacío de poder, de asumir la representación de todos los estados beligerantes ante las únicas autoridades “in situ”, las municipales, coordinó la retirada alemana con el avance de las tropas belgas con el rey Alberto a su frente. Ocupó un lugar destacado, en representación de España, en todos los actos de celebración de la victoria.
Existen varios testigos de excepción -y en lugar destacado el ministro norteamericano Brand Whitlock y el principal interlocutor alemán, barón von der Lancken- que nos han transmitido a través de sus escritos numerosísimos detalles y matices acerca de la actuación de Villalobar. Amigo y simpatizante indiscutible de los belgas, supo también mantener en todo momento un gran prestigio ante las autoridades alemanas, que lo respetaban por su personalidad y en ocasiones por la fastuosidad con que sabía recibirlos en la legación de España.
En 2011, parte del archivo particular del marqués de Villalobar se puso a la venta en Ankara.

## Matrimonio y descendencia
Contrajo matrimonio tardíamente en Bélgica, en 1911, con María de la Aurora Ozores y Saavedra (1871-1939), su prima carnal, VIII marquesa de Guimarey. Ella estaba viuda del marqués de Casa Pavón, y tras el fallecimiento de Villalobar, volvería a casar con el marqués de Monsolís, pero solo tuvo prole de su segundo marido. Era hija de Jacobo Ozores y Mosquera, XIV señor de la Casa de Rubianes, grande de España, VIII marqués de Aranda y de Guimarey, y de Corina de Saavedra y Cueto, su mujer (hermana del padre de Rodrigo e hija del duque de Rivas). Tuvieron por hijo único a
Carlos de Saavedra y Ozores (1912-2004), III marqués de Villalobar y IX de Guimarey. De 1982 a 1987 fue presidente de la Cámara de Comercio de Bélgica y Luxemburgo en España. Este organismo creó en su memoria el Premio Marqués de Villalobar, con el que distingue a personalidades e instituciones que hayan favorecido las relaciones económicas, políticas o culturales entre los tres países, en un contexto europeísta. Carlos Saavedra fue el primer premiado en 1987, al cesar en el cargo. Casó con la princesa Isabel María de Ligne, hija de Eugène Frédéric Marie Lamoral de Ligne, XI príncipe de Ligne, y de Philippine Marie Cécile Douce de Noailles, su mujer, de los príncipes de Poix. Con descendencia en que siguen los marquesados de Villalobar y Guimarey.